# Егорьевский сельсовет (Курская область)
Его́рьевский сельсовет — муниципальное образование со статусом сельского поселения в Касторенском районе Курской области Российской Федерации.
Административный центр — деревня Егорьевка.

## История
Статус и границы сельсовета установлены Законом Курской области от 21 октября 2004 года № 48-ЗКО «О муниципальных образованиях Курской области».
Законом Курской области от 26 апреля 2010 года № 26-ЗКО в состав сельсовета включены населённые пункты упразднённого Вознесеновского сельсовета.

## Население
| 2002 | 2010 | 2012 | 2013 | 2014 | 2015 | 2016 |
| ---- | ---- | ---- | ---- | ---- | ---- | ---- |
| 391  | ↗524 | ↘488 | ↘484 | ↘463 | ↗464 | ↗467 |
| 2017 | 2018 | 2019 | 2020 | 2021 |      |      |
| ↘449 | ↘442 | ↘427 | ↘425 | ↗426 |      |      |

## Состав сельского поселения
| № | Населённый пункт   | Тип населённого пункта          | Население |
| - | ------------------ | ------------------------------- | --------- |
| 1 | 2-я Сергеевка      | деревня                         | ↘3        |
| 2 | Вознесеновка       | село                            | ↘239      |
| 3 | Егорьевка          | деревня, административный центр | ↘258      |
| 4 | Краснознаменка     | деревня                         | ↘7        |
| 5 | Красовские Участки | деревня                         | ↗17       |
| 6 | Ольховатка         | деревня                         | ↘0        |